# Mediterraner Röhrling
Der Mediterrane Röhrling oder Mittelmeer-Körnchen-Röhrling (Suillus mediterraneensis, syn. Suillus leptopus) ist ein Pilz aus der Familie der Schmierröhrlingsverwandten. Er ist häufig unter Kiefern anzutreffen, mit denen er Mykorrhiza bildet.

## Merkmale
Der Hut des Mediterranen Röhrlings ist etwa 5–12 cm breit und ist hell- bis rotbraun. Bei jungen Pilzen ist er gewölbt, später abgeflacht. Er ist von einer für die Schmierröhrlinge typischen, klebrigen, abziehbaren Haut überzogen.
Die Poren sind 8 mm lang und gelb, gelb-gräulich oder gelb-braun.
Der Stiel ist 1,5–2,5 cm dick, leicht verdickt an der Basis, weißlich mit einer braunen Körnung.
Das Fleisch ist weich, weißlich bis weiß-gelblich mit einem angenehmen Geruch und süßlichem Geschmack.
Die Sporen sind spindelförmig und glatt und messen 9–12 × 4–4,5 µm.
Die Basidien sind spindelförmig und meist viersporig, selten zweisporig und erreichen 20–30 × 5–7 µm.

## Artabgrenzung
- Körnchen-Röhrling (Suillus granulatus): Er unterscheidet sich durch einen orangefarbenen Hut.
- Kleinsporiger Kiefern-Röhrling (Suillus bellinii): Der Stiel ist rötlich-violett gekörnt.
- Ringloser Butterpilz (Suillus collinitus): Der Hut ist gelber und das Myzel ist rosa gefärbt.

## Ökologie und Verbreitung
Der Mediterrane Röhrling bildet Mykorrhiza mit Kiefern. Er ist deshalb im Mittelmeergebiet besonders unter Aleppokiefer zu finden, aber auch unter Pinie und See-Kiefer.

## Bedeutung
Während er bei manchen Autoren als essbar eingestuft wird, von anderen als jung essbar, wird er von manchen Autoren sogar als giftig eingestuft. Möglicherweise handelt es sich um lokale Rassen, da die Vergiftungen in Kalabrien festgestellt wurden.